# Standish (Maine)
Standish és una població dels Estats Units a l'estat de Maine (EUA). Segons el cens del 2000 tenia 9.285 habitants.

## Demografia
Segons el cens del 2000, Standish tenia 9.285 habitants, 3.205 habitatges, i 2.464 famílies. La densitat de població era de 60,7 habitants/km².
Dels 3.205 habitatges en un 37% hi vivien nens de menys de 18 anys, en un 64% hi vivien parelles casades, en un 8,9% dones solteres, i en un 23,1% no eren unitats familiars. En el 16,7% dels habitatges hi vivien persones soles el 6% de les quals corresponia a persones de 65 anys o més que vivien soles. El nombre mitjà de persones vivint en cada habitatge era de 2,72 i el nombre mitjà de persones que vivien en cada família era de 3,03.
Per edats la població es repartia de la següent manera: un 25,3% tenia menys de 18 anys, un 13,1% entre 18 i 24, un 30,5% entre 25 i 44, un 23% de 45 a 60 i un 8,2% 65 anys o més.
L'edat mediana era de 34 anys. Per cada 100 dones de 18 o més anys hi havia 90,4 homes.
La renda mediana per habitatge era de 50.278 $ i la renda mediana per família de 53.461 $. Els homes tenien una renda mediana de 36.235 $ mentre que les dones 26.204 $. La renda per capita de la població era de 19.504 $. Entorn de l'1,9% de les famílies i el 3,6% de la població estaven per davall del llindar de pobresa.